# Arconte Desconocido
Arconte desconocido (en serbio: Непознати кнез, Knez nepoznati) (c. 620-c. 680) es el nombre convencional dado por los historiadores al jefe serbio que guio a los serbios blancos (protoserbios) desde sus tierras de origen en el noreste de Europa Central hasta los Balcanes, donde se establecieron a principios del siglo VII. Otros nombres que se le suelen dar son Príncipe de la Serbia Blanca y Knez desconocido.

## Datos históricos
Su existencia contiene una parte histórica y otra mítica. Los únicos datos sobre este arconte se encuentran en De administrando imperio, el libro escrito en 950 por el emperador Constantino VII. Le describe como el hombre que lideró a los serbios de la Serbia Blanca durante el reinado del emperador Heraclio (610-641). En su camino hacia el sur, combatieron a los ávaros y finalmente se establecieron en Tesalia, una provincia que Heraclio les concedió con el fin de proteger Bizancio de nuevas incursiones ávaras.
Más tarde los serbios se trasladaron a la zona que había estado dominada por los ávaros antes de su llegada: Rascia, Bosnia, Zachlumia, Travunia, Pagania y, finalmente Doclea. El Arconte desconocido fue desplazado poco después del liderazgo de los serbios, mientras otros jefes tribales se disputaban el poder. La fecha de su muerte es desconocida, pero es datada antes de la llegada de los búlgaros a los Balcanes (c. 680).

## Linaje
Los ancestros del arconte no están bien esclarecidos. Algunos escritos lo consideran hijo de Dervan (latín: Dervanus), knez de los sorbios establecidos en Europa central.
Su descendencia se pierde hasta el reconocimiento de Višeslav, primer líder serbio conocido por su nombre real y que es considerado su nieto. La primera dinastía serbia, la Casa de Vlastimirović, recibió el nombre del Knez Vlastimir, bisnieto de Višeslav y considerado tataranieto del Arconte desconocido.